# Synodus macrostigmus
Espèce
Statut de conservation UICN

 LC 16 septembre 2014 : Préoccupation mineure
Synodus macrostigmus est une espèce de poissons de la famille des Synodontidae.

## Systématique
L'espèce Synodus macrostigmus a été décrite pour la première fois en 2013 par Benjamin W. Frable (d), Brendan M. Luther (d) et Carole C. Baldwin (d).

## Distribution
Cette espèce se croise dans la mer des Caraïbes, ainsi que dans l'océan Atlantique, au large de la Caroline du Sud à des profondeurs variant entre 28 et 200 m.

## Description
Synodus macrostigmus peut mesurer jusqu'à 20,5 cm.
Synodus macrostigmus chasse en enfouissant son corps dans les sédiments et en capturant les proies qui passent à proximité.

## Étymologie
Son épithète spécifique, macrostigmus, vient de macro « grand, large » et stigmus « piqûre, marque », faisant référence à la large tache sur le dos.

## Publication originale
- (en) Benjamin W. Frable, Carole C. Baldwin, Brendan M. Luther et Lee A. Weigt, « A new species of western Atlantic lizardfish (Teleostei: Synodontidae: Synodus) and resurrection of Synodus bondi Fowler, 1939, as a valid species from the Caribbean with redescriptions of S. bondi, S. foetens (Linnaeus,1766), and S. intermedius (Agassiz, 1829) », Fishery Bulletin, Washington, vol. 111, no 2,‎ 28 mars 2013, p. 122-146 (ISSN 0090-0656 et 1937-4518, OCLC 1783998 et 1506474, DOI 10.7755/FB.111.2.2, lire en ligne).